# Cornești (Dâmbovița)
Cornești è un comune della Romania di 6 955 abitanti, ubicato nel distretto di Dâmbovița, nella regione storica della Muntenia.
Il comune è formato dall'unione di 10 villaggi: Bujoreanca, Cătunu, Cornești, Cristeasca, Crivățu, Frasinu, Hodărăști, Ibrianu, Postârnacu, Ungureni.